# Russisch-Livländischer Krieg (1480–1481)
Der Russisch-Livländische Krieg von 1480 bis 1481 war ein Krieg zwischen der Livländischen Konföderation und dem gerade entstandenen zentralisierten russischen Staat, zusammen mit der verbündeten Republik Pskow, die 1510 zu seinem Bestandteil wurde.

## Vorgeschichte
Ein Grenzkrieg mit niedriger Intensität zwischen Livland und Pskow lief bereits seit 1469. Der Landmeister des Deutschen Ordens in Livland Bernd von der Borch stand im Konflikt mit den Bischöfen von Riga und Dorpat, die sich regelmäßig beim Papst über seine Politik beschwerten. Als ein Mittel zur Festigung seiner wackeligen Lage betrachtete von der Borch einen siegreichen großen Feldzug gegen Pskow. Sein Kalkül bestand darin, dass der Großfürst von Moskau und der ganzen Rus Iwan III. dem verbündeten Pskow nicht zu Hilfe kommen wird, da er einem großen gemeinsamen Feldzug der Großen Horde und des Großfürstentums Litauen ausgesetzt sein wird, in dessen Planung auch von der Borch eingeweiht war.

## Kriegsverlauf

### Kriegshandlungen im Winter 1480
Im Januar 1480 haben die Truppen von der Borchs die Gebiete Pskows angegriffen. Sie eroberten die Festung Wyschgorodok und töteten alle ihre Bewohner. Danach begannen sie mit der Belagerung der Stadt Gdow, die jedoch trotz starkem Artilleriebeschuss standhielt und nicht erobert werden konnte. Die Deutschritter konnten lediglich das Umland plündern und die Gdower Vorstadt (Possad) niederbrennen. Nach diesen Ereignissen wandte sich Pskow an den russischen Großfürsten. Trotz der angespannten Lage im Süden hatte Iwan III. ein offenes Ohr für die Pskower und schickte ein Heer unter der Führung von Andrei Obolenski. Nachdem sich dieses Heer mit den Pskowern vereinigte, drang es in Livland ein, verheerte das Umland von Dorpat und kehrte mit einer großen Beute und zahlreichen Gefangenen heim.

### Livländische Offensive im Sommerhalbjahr 1480
Nachdem die Truppen Iwans III. den Kriegsschauplatz verließen, haben die Deutschritter die Angriffe gegen Pskow wiederaufgenommen. Bereits im Frühjahr belagerte das Heer von der Borchs Isborsk, zog sich bei der Ankunft des Pskower Heers wieder zurück. Blutige Grenzzusammenstöße setzten sich fort. Im August 1480 konnten die Deutschritter das Städtchen Kobyli Gorodok einnehmen, dessen Einwohner massakriert wurden. Danach startete von der Borch einen erneuten Großangriff gegen Isborsk und Pskow, beide Belagerungen scheiterten jedoch. Ohne Erfolg blieb auch der Versuch einer Schiffslandung im Rücken von Pskow. Als im Herbst die Nachricht über die Niederlage Akhmat Khans im Stehen an der Ugra eintraf, erkannte der Landmeister seinen strategischen Fehler und führte die Truppen eiligst nach Livland zurück.

### Großer russischer Livlandfeldzug 1481
Sobald sich Iwan III. der tatarischen Gefahr im Süden entledigte, reagierte er auf die livländischen Aktivitäten mit der Entsendung eines 20 Tausend Mann starken Heeres unter Jaroslaw Obolenski und Wassili Schuiski. Zusammen mit den Pskowern startete das russische Heer eine Offensive in drei Richtungen. Ein Teil rückte auf die Festung Karkus vor, ein anderer zur Festung Tarwast, während der dritte und der größte Teil des Heeres, zusammen mit der Artillerie auf eine der mächtigsten Ordensfestungen Fellin vorrückte. Schon nach einem Monat konnten die Russen die ersten beiden Festungen einnehmen, was auf den Überraschungseffekt des Angriffs inmitten des verschneiten Winters zurückging. Die unvorbereiteten Livländer mussten eine passive Verteidigungstaktik wählen.

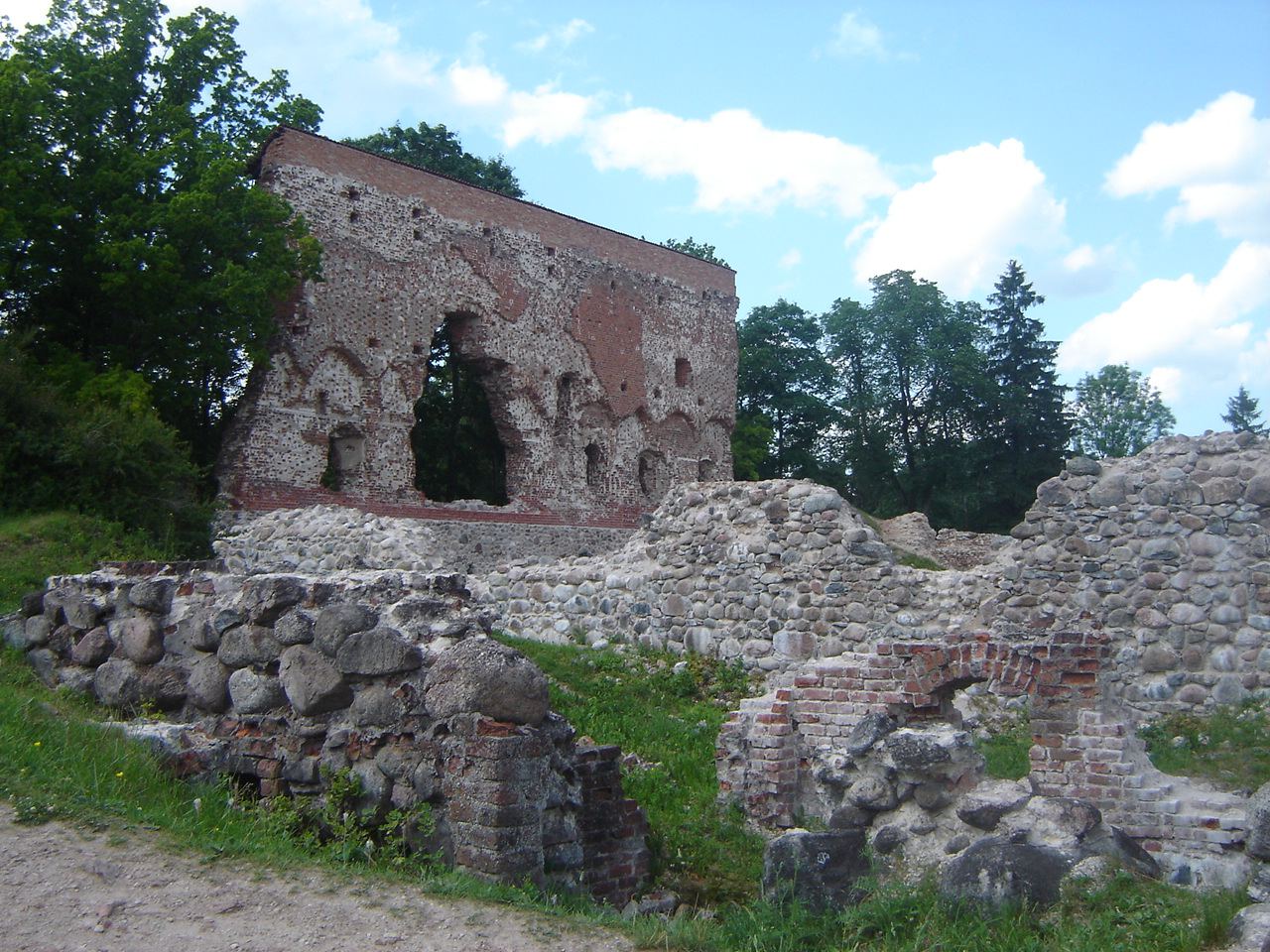
Die Ruinen der Festung Fellin

Am 1. März begannen die Russen die Belagerung der Residenz des Landmeisters Fellin. Einen Tag vor der Ankunft der Russen floh von der Borch nach Riga. Der Nowgoroder Teil des russischen Heeres nahm die Verfolgung bis in die Vororte von Riga auf und konnte einen Großteil seines Trecks erbeuten. Die Belagerer von Fellin konnten indes das Umland von Fellin niederbrennen und die Außenmauern der Festung durch den Artilleriebeschuss zerstören. Ohne eine Erstürmung abzuwarten, boten die Einwohner von Fellin den Russen ein großes Lösegeld an. Das Belagerungsheer stimmte zu und zog sich mit reicher Beute und vielen Gefangenen zurück. Als ein Zeichen des Sieges nahmen die Russen acht große Glocken aus Fellin mit.

## Folgen
Erstmals nach der Schlacht bei Wesenberg 1268 konnten die Russen so weit ins Baltikum vordringen. Wie die Chronik schrieb, hat der Feldzug der Konföderation einen großen Schaden verursacht, da die Russen das ganze Land zwischen Dorpat und Riga verwüsteten. Der Landmeister begann Friedensverhandlungen. Am 1. September 1481 wurde in Nowgorod eine zehnjährige Waffenruhe unterzeichnet. Die Livländische Konföderation gewährte den russischen Kaufleuten Handelsprivilegien, außerdem wurde die alte Grenze zwischen Livland und Pskow bestätigt. Zur Sicherung der Grenzen baute Iwan III. in der Folgezeit die Befestigungen aus, unter anderem legte er den Grundstein die Festung Iwangorod gegenüber von Narva.